# Guardie Nere
Le guardie nere (in russo: Чёрная гвардия, trasl.: Chjornaya gvardiya) furono gruppi armati russi di lavoratori, formatisi dopo la Rivoluzione di febbraio con l'obiettivo di costituire una forza militare a supporto dei vari movimenti anarchici.

## Storia
Il primo gruppo armato delle guardie nere venne costituito in Ucraina nel 1917, sotto la guida di Marija Nikiforova e iniziarono a seminare il terrore contro il governo locale di Aleksandrovsk e in particolare i proprietari terrieri e gli ufficiali locali che si erano rifiutati di operare con la redistribuzione delle ricchezze e della proprietà privata.
In seguito alla rivoluzione d'ottobre molte città, tra cui Huljajpole furono sull'orlo di una guerra civile e vennero conquistate dall'Armata rossa. Il soviet locale emise un decreto che incitava i combattenti locali a unirsi alla causa bolscevica con lo scopo di rovesciare le forze nazionaliste ucraine. L'appello venne raccolto e centinaia di truppe si unirono alle guardie nere, nel frattempo ingranditesi sotto il comando di Nestor Machno e marciarono verso est in direzione di Aleksandrovsk, in concomitanza con le truppe rosse che avanzavano verso nord congiungendosi con le guardie nere della Nikiforova che operavano clandestinamente nella stessa città. L'esercito nazionalista ucraino si ritirò da Aleksandrovsk all'inizio del 1918 e la città passo sotto il controllo dell'Armata rossa.
In seguito alla conquista della città, Nikiforova e Machno si incontrarono con i bolscevichi e negoziarono per ottenere la rappresentanza anarchica nel nuovo comitato rivoluzionario locale, ma in seguito Machno si dimise a causa di divergenze con la Nikiforova. La coppia continuò comunque, anche se indipendentemente l'uno dall'altra, a operare in favore della causa anarchica.

## Epilogo
I bolscevichi cominciarono a guardare con preoccupazione alla costante crescita e influenza dei vari gruppi anarchici, che stabilirono le loro roccaforti in diverse ville e abitazioni situate a Mosca, sebbene non abbiano mai avuto molto supporto politico e il loro potere derivava esclusivamente dalla forza militare. Di fronte a questa situazione le truppe rosse decisero quindi di lanciare un attacco preventivo.
La notte tra l'11 e il 12 aprile 1918 Feliks Dzeržinskij, dirigente e fondatore della Čeka, con una forza di circa 5.000 soldati sovietici attaccò la sede del gruppo anarchico a Mosca, con l'obiettivo ufficiale di arrestare e incriminare "bande di ladri" nei ranghi anarchici. La battaglia che ne seguì provocò 40 morti tra gli anarchici e 500 circa di essi vennero arrestati e imprigionati.

L'esperienza delle Guardie nere ispirò la formazione dell'Esercito insurrezionale rivoluzionario d'Ucraina, meglio noto come Armata Nera.